# Adixoana auripyga
Adixoana auripyga is een vlinder uit de familie uraniavlinders (Urodidae). De wetenschappelijke naam van deze soort is voor het eerst geldig gepubliceerd in 1913 door Strand.
De soort komt voor in tropisch Afrika.